# الديناميكيات الدوائية للسبيرونولاكتون
الديناميكيات الدوائية للسبيرونولاكتون، وهو دواء مضاد للهرمونات القشرية المعدنية ومضاد للأندروجين، تهتم بآليات عمله بما فيها أهدافه ونشاطاته الحيوية، بالإضافة إلى تأثيراته الفيزيولوجية. تتميز الديناميكيات الدوائية للسبيرونولاكتون بالفعل العالي المضاد للهرمونات القشرية المعدنية، والتثبيط الضعيف لتصنيع الهرمونات القشرية. بالإضافة إلى ذلك، تبيّن أن السبيرونولاكتون يزيد أحيانًا مستويات الإستراديول والكورتيزول، وبالتالي قد يكون له فعل خفيف غير مباشر إستروجيني وقشراني سكري. تبيّن أيضًا أن هذا الدواء يتفاعل بشكل ضعيف جدًا مع مستقبلات الإستروجين والبروجسترون، ويعمل شادًّا لمستقبل البريغنان إكس. من المحتمل أن يكون ذلك بسبب زيادة تفعيل مستقبلات الإستروجين و/أو البروجسترون، للسبيرونولاكتون فعل مضاد للغونادوتروبين ضعيف جدًا، لكنه مهم.
للسبيرونولاكتون نصف عمر حيوي قصير جدًا، ويُعتبَر دواءً أوليًا، لذلك، فإن مستقبلاته الفعالة هي المسؤولة عن معظم ديناميكياته الدوائية. تشمل الأشكال الفعالة الرئيسية للسبيرونولاكتون 7 ألفا-تيوميثيل سبيرنولاكتون، بينما تشمل المستقلبات الأكثر ثانوية للسبيرونولاكتون 7 ألفا- ثيو سبيرونولاكتون، و5 بيتا- هيدروكسي-7 ألفا- ثيو ميثيل سبيرونولاكتون، وعدد من المستقلبات الأخرى.
بعيدًا عن آليات عمله الأساسية كمضاد للهرمونات القشرية المعدنية وفعله المضاد للأندروجين، تبيّن في الأبحاث ما قبل السريرية أن السبيرونولاكتون يتفاعل بشكل ضعيف جدًا مع مستقبلات البروجسترون والإستروجين، وأن له فعلًا مختلطًا بروجسترونيًا ومضادًا للبروجسترون ضعيفًا جدًا. الأهمية السريرية لهذه الأفعال –إن وجدت- غير مُؤكَّدة. وجدت دراسة سريرية صغيرة أنه ليس للجرعات العالية من السبيرونولاكتون فعل بروجستروني ولا مضاد للبروجسترون لدى النساء. على أي حال، إن كان لأحد هذين الفعلين أو كلاهما أهمية سريرية، قد يساهمان في حدوث الدورات الشهرية غير المنتظمة والتأثيرات الجانبية للسبيرونولاكتون على الثدي. السبيرونولاكتون أيضًا مقلد لمستقبل البريغنان إكس، ويكون قادرًا على تحريض التعبير عن A4 سيتوكروم 3 والبروتين السكري-p في الجسم من خلال هذا الفعل. قد يساهم هذا الفعل في حدوث التفاعلات الدوائية للسبيرونولاكتون.

## فعل السبيرونولاكتون القشراني المعدني المضاد
يثبط السبيرونولاكتون تأثيرات الهرمونات القشرية المعدنية وتحديدًا الألدوستيرون من خلال إزاحتها من مستقبل الهرمون القشري المعدني في القناة الجامعة القشرية في النفرونات الكلوية. يقلل ذلك إعادة امتصاص الصوديوم والماء، في الوقت الذي يحد فيه من إفراز البوتاسيوم. يتأخر بدء فعل الدواء في الظهور قليلًا، إذ يستغرق حدوث الإدرار عدة أيام. هذا لأن مستقبل الهرمون القشري المعدني مستقبل نووي يعمل من خلال تنظيم النسخ المورثي والتعبير الموثي، في هذه الحالة، لإنقاص إنتاج القناتين الشارديتين والتعبير عنهما: قناة الصوديوم الظهارية وقناة البوتاسيوم النخاعية الخارجية في النفرونات البعيدة. بالإضافة إلى الفعل المضاد المباشر لمستقبل الهرمون القشري المعدني، قد تكون تأثيرات السبيرونولاكتون المضادة للفعل القشراني المعدني متواسطة جزئيًا بالتعطيل المباشر لـ 11 بيتا-هيدروكسيلاز وسينثاز الأدوسيترون (18-هيدروكسيلاز)، وهما الأنزيمان اللذان يشاركان في التصنيع الحيوي للهرمونات القشرية المعدنية. إذا أُنقِصت مستويات الهرمونات القشرية المعدنية ستكون هناك مستويات دورانية أقل منها تتنافس مع السبيرونولاكتون في التأثير على التعبير المورثي كما ذُكِر سالفًا. يكون بدء ظهور تأُثيرات السبيرونولاكتون القشرانية المعدنية المضادة بطيئًا نسبيًا، وتحدث ذروة التأثير أحيانًا بعد إعطاء الجرعة الأولى بنحو 48 ساعة.
الكانرينون هو مضاد لمستقبل الهرمون القشري المعدني مشابه السبيرونولاكتون، لكنه أقوى قليلًا بالمقارنة معه. تبين أن 7 ألفا- ثيو ميثيل سبيرونولاكتون مسؤول عن نحو 80% من تأثير السبيرونولاكتون الحافظ للبوتاسيوم، بينما يكون الكانرينون مسؤولًا عن نحو 10–25% المتبقية. وفقًا لذلك، يوجد 7 ألفا-ثيو ميثيل سبيرونولاكتون بتراكيز دورانية أعلى من الكالرينون، بالإضافة لامتلاكه إلفة أعلى نسبيًا لمستقبل الهرمون القشري المعدني.

## الفعل المضاد للأندروجين
السبيرونولاكتون هو مضاد لمستقبل الأندروجين، وهو الهدف الحيوي للأندروجينات مثل التستوستيرون والديهيدروتسترستيرون. تبيّن أن إلفته لمستقبل الأندروجين تتنوع بشكل كبير بين الدراسات المختلفة بمجال 2.7 - 67% من إلفه الديهيدروتستوستيرون. وجدت إحدى الدراسات أن إلفة السبيرونولاكتون لمستقبل الأندروجين تبلغ 3.0%، وإلفة 7 ألفا-ثيو ميثيل سبيرونولاكتون تبلغ 4.2%، وإلفة 7 ألفا-ثيو سبيرونولاكتون تبلغ 3.1%. على العكس، تبيّن أن إلفة الكانرينون لمستقبل الأندروجين تبلغ 0.84% من إلفة الديهيدروتستوستيرون في دراسة أخرى، نسبة إلى 67% الخاصة بالسبيرونولاكتون. وجدت دراسة أخرى أن إلفة الكانرينون لمستقبل الأندروجين تبلغ 2.5 – 14%، نسبة إلى 4.1 - 31% في حالة السبيرونولاكتون. أفادت دراسة أخرى قارنت مباشرة بين إلفة كل من السبيرونولاكتون والكانرينون أن للسبيرونولاكتون إلفة لمستقبل الأندروجين أعلى بخمسة أضعاف من إلفة الكانرينون (5% و1% على الترتيب من إلفة الديهيدروتستوستيرون). وجدت دراسة مقارنة حول الارتباط التثبيطي بمستقبل الأندروجين في سيتوزول بروستات الفئران أن قيم تركيز المادة الموافق للتثبيط النصفي IC50 كانت 3 نانومول للديهيدروتستوستيرون، و24 نانومول للسيبروتيرون أسيتات، و67 نانو مول للسبيرونولاكتون. يعاكس السبيرونولاكتون تأثيرات التستوستيرون الخارجي المُعطَى للحيوانات المخصية. يعمل السبيرونولاكتون من خلال الارتباط بمستقبل الأندروجين وإزاحة الأندروجينات مثل التستوستيرون والديهيدروتستوستيرون من المستقبل، وبالتالي إنقاص تفعيله بهذه الهرمونات. وجدت دراسة أن للسبيرونولاكتون الفموي نحو 10 -20% من التأثير التأنيثي للسيبروتيرون أسيتات على التمايز الجنسي لدى أجنة الفئران إذ يكون لنحو 30 ملغ/يوم من السبيرونولاكتون تأثير مساو لتأثير 1 -3 ملغ/يوم من السيبروتيرون أسيتات.
يكمن تأثير السبيرونولاكتون المضاد للأندروجين غالبًا في معاكسته لمستقبل الأندروجين، وهي الآلية الأساسية المسؤولة عن فوائده العلاجية في معالجة الحالات المرضية المعتمدة على الأندروجين مثل حب الشباب، والشعرانية، ونمط تساقط الشعر، وفائدته في العلاج الهرموني للنساء المتحولات جنسيًا. بالإضافة إلى ذلك، تلعب معاكسة السبيرونولاكتون لمستقبل الأندروجين دورًا في تأثيراته الجانبية التأنيثية لدى الرجال مثل التثدي. وُجِد أن السبيرونولاكتون يحدث التثدي دون حدوث أي تغيرات في مستويات هرموني التستوتسيرون أو الإستراديول ما يوضح معاكسته لمستقبل الأندروجين في هذا التأثير الجانبي. التثدي هو تأثير جانبي معروف لمضادات مستقبلات الأندروجين.